# 8e bataillon de chars de combat
Le 8e bataillon de chars de combat (8e BCC) est une unité de l'Armée française créée en 1939 ayant participé à la Seconde Guerre mondiale. Équipé de chars B1 bis, il combat pendant la bataille de France au sein de la 2e division cuirassée. 

## Historique

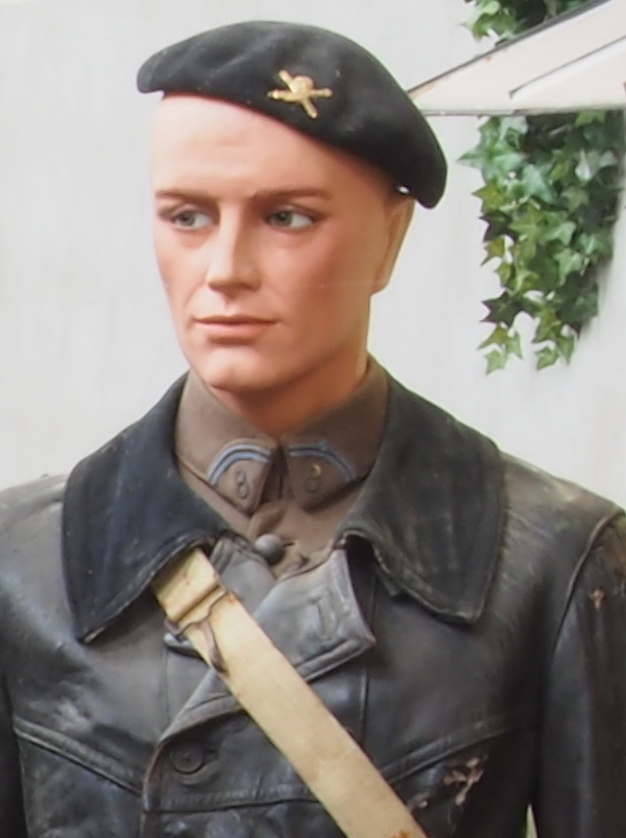
Uniforme du 8e BCC pendant la campagne de France.

Le 8e bataillon de chars de combat est créé en août 1939 à partir du Ier bataillon du 508e régiment de chars de combat de Lunéville.
D'abord affecté au groupe de bataillon de chars 510, il est rattaché dès le 5 septembre à la 2e brigade cuirassée, qui stationne en Lorraine.
La 2e brigade cuirassée, devenue en janvier 1940 la 2e division cuirassée (2e DCR), reste ensuite à l'entrainement dans la région de Châlons-sur-Marne.
La 2e division cuirassée est dirigée le 13 au soir vers les positions de la 9e armée dans les Ardennes. Les premiers éléments du 8e BCC arrivent par train le 15 mai à Hirson tandis que les véhicules de soutien doivent arriver par la route. Ils ne parviendront pas à rejoindre les unités blindées,.

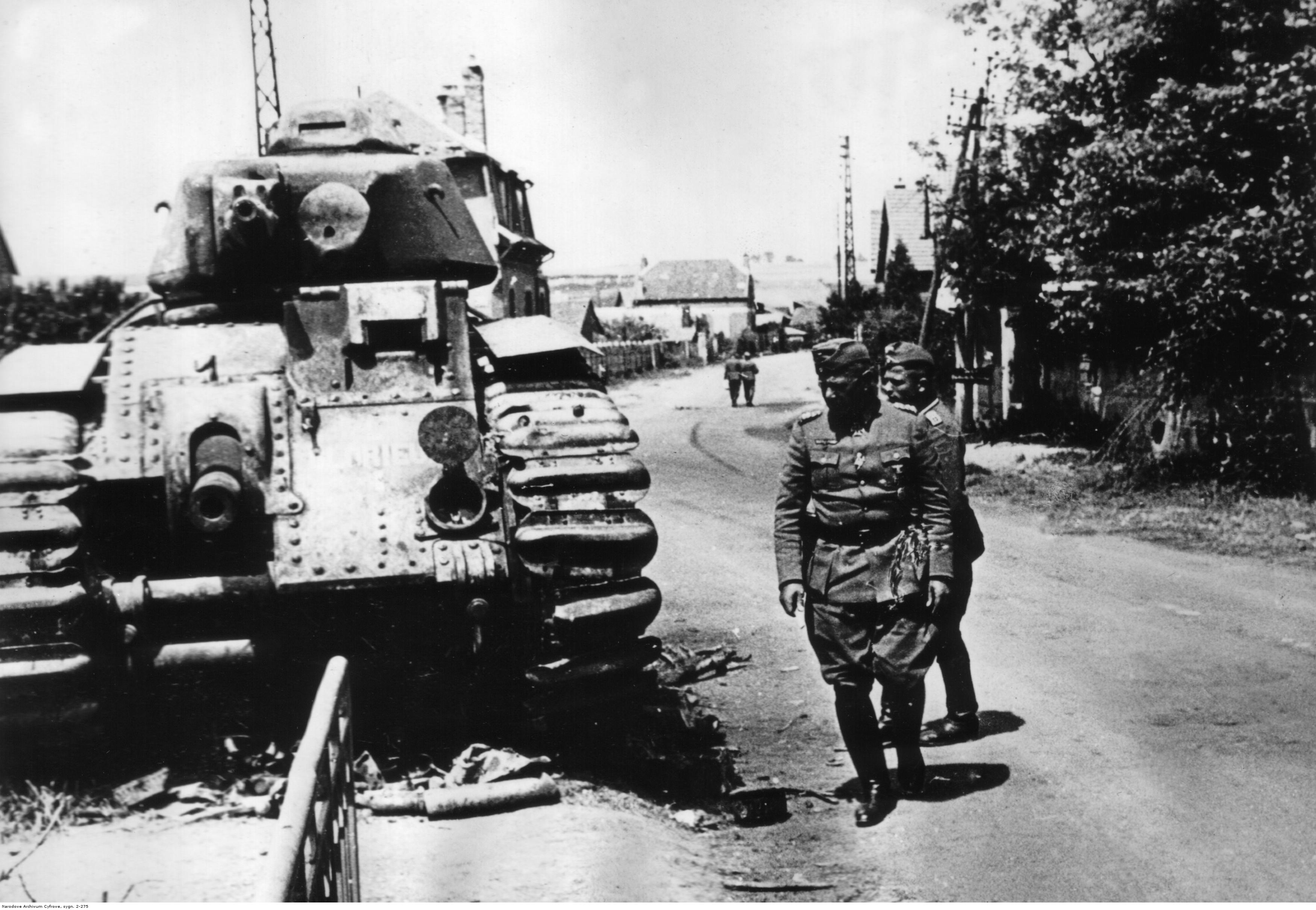
Le général Walter von Reichenau inspectant le B1 bis Glorieux, détruit le 17/5/1940 à Moÿ-de-l'Aisne.

Le 16 mai, les blindés de la 2e DCR sont dispersés pour garder les ponts sur l'Oise.
La division est regroupée à partir du 18 mai 1940 et se dégage le lendemain. Le 19, deux chars B du 8e BCC et deux chars Hotchkiss du 27e atteignent Essigny-le-Grand et, avant de se replier à court de munitions, menacent le quartier-général du 9e corps d'armée du général Guderian. Celui-ci décide cependant de ne pas stopper son offensive.
Le 8e BCC n'a plus que cinq chars et forme un bataillon de marche avec le 15e bataillon de chars de combat.

## Bibliographie

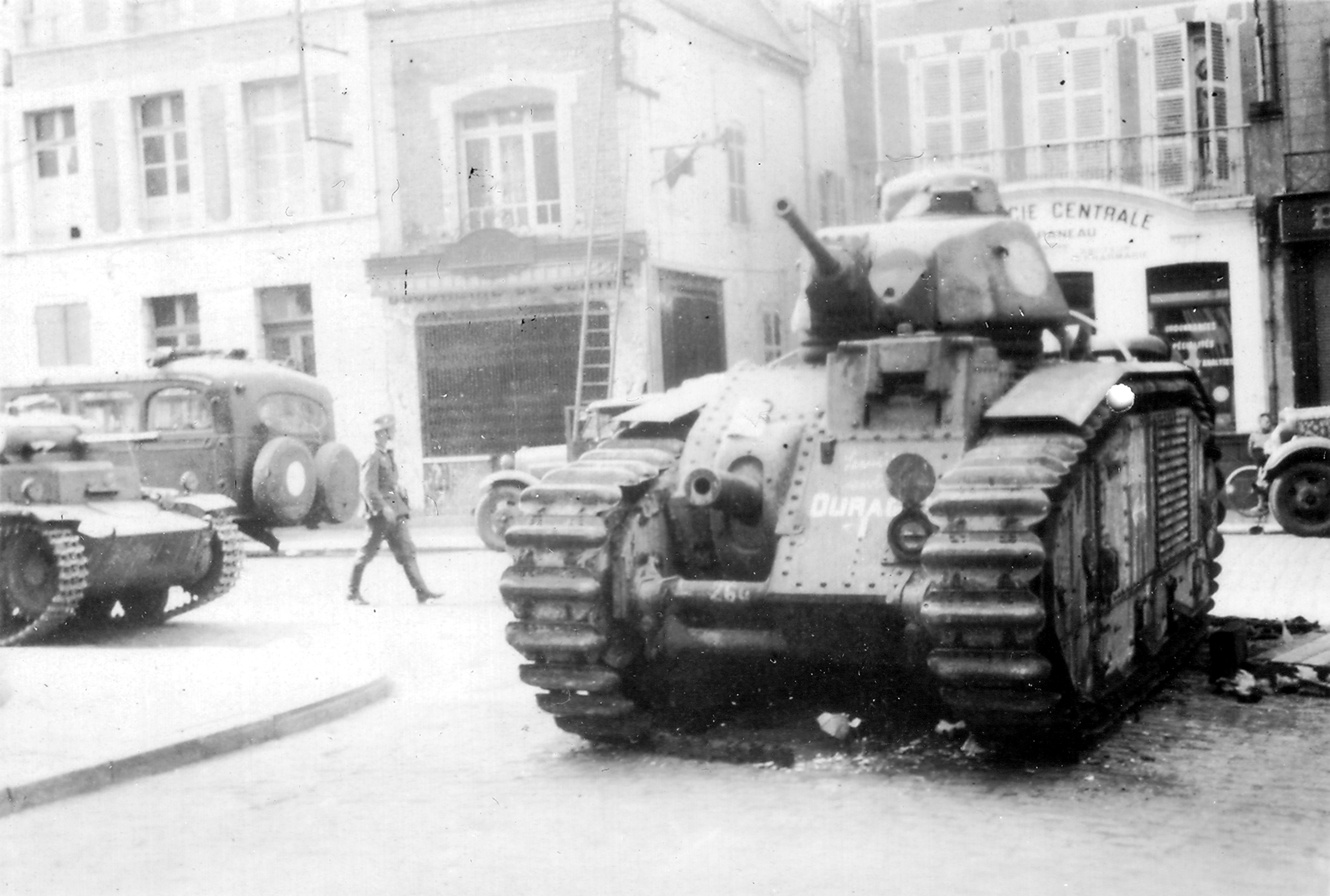
Le B1 bis Ouragan de la 3e compagnie, abandonné en panne à Guise le 17/8/1940.